# Bujutsu
Bujutsu (武術) è la denominazione giapponese di un insieme di sistemi di combattimento trasmessi fin dal 701 al 1868 circa. Il termine indica collettivamente le arti marziali disarmate o più spesso armate che, almeno fino al 1868 (restaurazione Meiji), erano competenza specifica dei guerrieri (bushi),  il cui esponente tipico fu il samurai (appartenente al ceto sociale dei buke o shi); inoltre il bushi poteva anche appartenere alla classe sociale dei contadini (ashigaru e jizamurai). Una variante più classica di questa parola, nell'accezione di sistema organico di educazione militare, è bugei (武藝). Il Bujutsu antico (koryū) va quindi distinto dal Budō (武道) contemporaneo, sua rielaborazione fondata su sistemi educativi o pedagogici più moderni (gendai) specialmente nella prima metà del XX secolo. E' da notare che principalmente dal 701 al 1602, durante l'epoca delle guerre, molte scuole (ryu) di Bujutsu  non avevano ancora codificato le tecniche in Kata (di solito a coppie che duravano massimo 4-5 secondi), e di solito ai guerrieri vevivano solo insegnati i principi, le basi (kihon), affinché in base alla propria intuizione ogni guerriero creasse la propria "tecnica" al momento del bisogno. Questo tipo di Bujutsu / Bugei e' chiamato Kakuto Bujutsu (格闘武術), ovvero arti marziali da combattimento (cioè non codificate). Dal 1603 le scuole, anche le più antiche come la Shinden fudo ryu fondata nel XII° secolo, iniziarono a codificare le tecniche in "Kata" e nacquero le Koryū Bujutsu (古流武術) che significa "arti marziali tradizionali giapponesi", ed è un termine che identifica gli stili (ryu) di combattimento sviluppati (codificati in kata) nel periodo Tokugawa, noto anche come epoca Edo (1603–1868). In epoca di pace il tempo a disposizione per la codifica delle tecniche era maggiore e ciò consentiva ai guerrieri, ormai disoccupati, di impiegare più tempo per insegnare ciò che sapevano a tutta a la popolazione e quindi di farsi pagare per più tempo dalle stesse persone. 
Il Bujutsu aveva alcuni tratti caratteristici rispetto ad altre tradizioni di esercizio militare. Era organico, cioè un sistema più o meno integrale contenente diversi sottosistemi applicabili ad ambiti vari (dalla tecnologia militare all'etica). Era organizzato, cioè controllato dalle autorità e ben suddiviso in scuole familiari o claniche all'origine di innumerevoli stili (Ryū).

## Storia
Nonostante studi che evidenziano l'influenza delle arti militari cinesi nel bujutsu giapponese, quest'ultimo si è sviluppato fondamentalmente entro il clima e le condizioni storiche proprie del Giappone.
Secondo quel che si può ricavare dai documenti storici, la più antica arte marziale giapponese sarebbe la forma di lotta chiamata sumō. Si tratta tuttavia di qualcosa di completamente diverso rispetto al sumō che, dal periodo Edo sino alla contemporaneità, è stato presentato come forma di spettacolo. Si presume che il sumō antico fosse una forma di lotta tramite l'uso dei calci.
Le diverse scuole di arti marziali non si formano durante il periodo degli Stati Combattenti, bensì all'inizio dell'era Edo. Si pensa che, al termine di quest'ultima, il numero delle scuole superasse il centinaio se non il migliaio, ma non esiste una documentazione sicura. Successivamente alla Restaurazione Meiji, in epoca di modernizzazione (bunmei kaika, 文明開化), le arti marziali vengono rifiutate in quanto retrograde, ma è successivamente alla Seconda guerra mondiale che subiscono un colpo ben più forte. Molte scuole scompaiono, tra le diverse cause c'è la morte in guerra dei successori designati delle diverse tradizioni.
Le piccole scuole, in cui i segreti dell'arte vengono trasmessi unicamente di padre in figlio, nella maggior parte dei casi non allestiscono una palestra, portando avanti la tradizione unicamente all'interno della famiglia. Per questo è facile che si estinguano, durante i cambiamenti storici, in assenza di qualcuno che possa far da tramite con le generazioni successive. Avvengono anche dei casi estremi in cui soltanto partecipando al funerale del genitore si viene a sapere che nella famiglia c'era un'arte marziale e un suo erede tra i figli.
Le arti marziali contemporanee, dette budō (武道), nascono e si sviluppano sulla base delle arti marziali storiche successivamente al periodo Meiji. Le loro diverse forme, che conservano rigidamente gli antichi stili, giungono così sino alle arti contemporanee, e vengono tuttora trasmesse in diverse forme.
Ci sono inoltre diverse arti marziali di recente formazione, prive di un passato tradizionale, che aspirano alla definizione di bujutsu. Sullo sfondo stanno invece le critiche a queste "arti marziali moderne", che sacrificherebbero lo spirito marziale in favore della sicurezza dei praticanti, rincorrendo una competizione asservita alle regole, aliena alla loro forma originaria.

## Gunpō (軍法),  Arti / metodi Militari (18)
Nella tradizione militare del periodo Edo compaiono le "18 specialità militari" come denominazione collettiva dei sistemi di combattimento in cui il bushi (guerriero) doveva eccellere. Tuttavia il termine è mutuato dai testi cinesi e ha valore puramente formale, infatti la lista di specialità insegnate dipendeva largamente dalla scuola (Ryū) e mutò nel corso del tempo. In genere a partire dall'era Kamakura le scuole divennero sempre più specializzate e i sistemi più diffusi sono a tutt'oggi incentrati sull'uso di spada, lancia e sempre più raramente, l'arco. Una lista possibile delle 18 specialità militari  può essere: 
1 - Taijutsu (体術), o Jūtaijutsu (柔体術), o Dakentaijutsu (打拳体術), o Aikijūjutsu (流合気柔術), o Kenpō (拳法) o Yawara (柔) o Jūjutsu (柔術) - Tecniche a mano nuda di combattimento reale o di difesa personale (ogni scuola usava un nome diverso, anche in base alle epoche, ma il più antico, usato e forse corretto e' Taijutsu; dal 1603 si inizia invece ad usare maggiormente il termine "Jujutsu"),
- Taisō (体操) - Ginnastica (riscaldamento, potenziamento, corsa e stretching),
- posizioni dei piedi (dachiwaza),
- spostamento del corpo (taisabakiwaza),
- Kokyū-waza (呼吸技) - Tecniche di respirazione,
- Hokō-waza (歩行技) - Tecniche di camminata e corsa,
- Hichō-waza (飛鳥技) - Tecniche di salto,
- Taihenwaza (体変技) o Ukemiwaza - Rotolamenti (kaiten) e cadute (ukemi),
- Mutō Dori (無刀捕) - Tecniche di disarmo,
- Kyushowaza  (急所技) - Conoscenza dei punti vulnerabili o sensibili del corpo (stimolati con pressioni o colpi)
- Kappō (活法) o Kuatsu (救活) -Tecniche di rianimazione,
- Koppōwaza (骨法技) - Attacchi a ossa o articolazioni per lussare o fratturare con colpi (atemi waza) e leve articolari (kansetzuwaza),
- Atemijutsu (当て身術) o Dajutsu (打術) o Kenjutsu (拳術) - L'arte dei colpi (da o atemi) ai punti vitali (kyushowaza) per stordire, far perdere conoscenza o uccidere, o alle articolazioni,  parate (ukewaza), posizioni di guardia (kamaewaza). L'arte dei colpi serviva per stordire l'avversario per poi effettuare una tecnica di presa (Kosshijutsu 骨指術); o come metodo esclusivo per combattere o difendersi (Kenpōjutsu 拳法術) sferrando diversi colpi fino alla neutralizzazione dell'avversario; o come metodo per mettere fuori combattimento l'avversario sferrando un colpo (massimo due) per primo in maniera improvvisa e inaspettata dove l'arto che colpisce rimane in contrazione isometrica per un istante (kyushojutsu 急所術),
- Toritejutsu (取りて術) - L'arte delle prese: pressione sui punti sensibili del corpo (kyushowaza), leve articolari (kansetzuwaza) per lesionare le articolazioni e immobilizzare per legare, o arrestare o colpire (kansetzu osae komi waza / gatame waza), proiezioni e sbilanciamenti (nage waza), strangolamenti e soffocamenti per uccidere o far perdere conoscenza (shime waza) e immobilizzare per arrestare, legare o colpire (shime osae komi waza),
- Yoroi Kumiuchi (武芸鎧組打) - Combattimento in armatura (a mani nude o con armi),
- Yawarajutsu (柔術) o Hanshakubojutsu (半尺棒術) o kubotanjutsu - Uso di un bastoncino solitamente di legno di circa 15 cm per colpire o premere le zone vulnerabili del corpo umano.

2 - Kenpō / Bikenjutsu (剣法 / 秘剣術) o Nihontojutsu  (日本刀) - Tecniche con armi da taglio giapponesi di varia lunghezza. Le tecniche giapponesi tradizionali con armi da taglio, dette Tōjutsu (刀術), comprendono un insieme di pratiche codificate trasmesse dalle scuole classiche (koryū 古流). Queste discipline si classificano in base alla lunghezza e alla tipologia della lama, distinguendosi tra spade corte (shōtō 小刀), spade lunghe (daitō 大刀) e armi da taglio su asta o da impatto.
La lunghezza della lama è misurata in shaku (尺), unità tradizionale giapponese pari a circa 30,3 cm. Le principali categorie sono:
- Tantō (短刀): pugnale con lama inferiore a 1 shaku (15–30 cm).
- Wakizashi (脇差): spada corta da fianco, tra 1 e 2 shaku (30–60 cm).
- Kodachi (小太刀): spada cerimoniale corta, intorno ai 2 shaku (≈60–65 cm).
- Katana (刀): spada lunga classica, tra 2 e 2.6 shaku (60–80 cm), portata con taglio verso l’alto.
- Uchigatana (打刀): variante militare della katana, ottimizzata per l’estrazione rapida.
- Tachi (太刀): spada da cavalleria, tra 2.5 e 4 shaku (75–120 cm), portata con taglio verso il basso.
- Ōdachi (大太刀): “grande spada”, con lama superiore ai 3 shaku (91–139 cm), spesso cerimoniale.
- Nodachi (野太刀): “spada da campo”, con lama tra 4 e 6 shaku (120–180 cm), pensata per il combattimento in campo aperto.
La katana (刀) è la spada giapponese più iconica, curva e a filo singolo, portata con il taglio verso l’alto. L’uchigatana (打刀), sviluppata nel periodo Muromachi, è una versione più leggera e pratica, adatta all’estrazione rapida e all’uso in armatura.
La distinzione tra nodachi (野太刀) e ōdachi (大太刀) è sottile ma significativa. Entrambe indicano spade di grandi dimensioni, ma ōdachi significa letteralmente “grande spada” e può riferirsi a qualsiasi lama superiore ai 3 shaku, spesso usata in cerimonie o come offerta votiva nei templi. Nodachi significa “spada da campo” e indica una spada lunga pensata per il combattimento in campo aperto, in particolare contro la cavalleria.
Armi utilizzate nel Kenjutsu (剣術)
Kenjutsu è l’arte del combattimento con la spada già estratta. Le armi utilizzate includono:
- Katana (刀) e Uchigatana (打刀): le più comuni, ideali per duelli e kata.
- Tachi (太刀): usata in contesti cerimoniali o da cavalleria, meno frequente nel kenjutsu moderno.
- Wakizashi (脇差) e Kodachi (小太刀): impiegate in ambienti ristretti o in stili con doppia lama (Nitōjutsu).
- Ōdachi (大太刀) e Nodachi (野太刀): usate in tecniche specialistiche, richiedono movimenti ampi e posture basse.
- Bokken (木剣): spade di legno per l’allenamento, spesso modellate su katana o tachi.
- Shinken (真剣): spade affilate usate in dimostrazioni avanzate o tameshigiri (taglio su bersagli).
Armi utilizzate nel Iaijutsu (居合術)
Iaijutsu è l’arte dell’estrazione rapida e del taglio simultaneo. Le armi utilizzate includono:
- Katana (刀) e Uchigatana (打刀): le più adatte, portate con taglio verso l’alto.
- Wakizashi (脇差): usata in alcune scuole per tecniche da seduti o in ambienti interni.
- Iaitō (居合刀): spade non affilate in lega di alluminio, usate per la pratica sicura.
- Shinken (真剣): spade affilate usate in tameshigiri (test di taglio).
- Tachi (太刀): meno adatta all’estrazione rapida, raramente usata nel iaijutsu.
- Tantō (短刀): non tradizionalmente impiegato nel iaijutsu, ma presente in alcune tecniche di difesa ravvicinata.
Discipline correlate
- Daitōjutsu (大刀術): tecniche con spade lunghe (katana, tachi, ōdachi, nodachi), impugnate di solito con 2 mani.
- Shōtōjutsu (小刀術): tecniche con spade corte (wakizashi, kodachi), impugnate di solito con una sola mano.
- Tantojutsu (短刀術): tecniche con il tantō (pugnale).
- Nitōjutsu (二刀術): uso combinato di due spade (katana + wakizashi).
Altre armi da taglio tradizionali
- Kamajutsu (鎌術): tecniche con falce (kama).
- Naginatajutsu (薙刀術): tecniche con naginata, falcione su asta.
- Bisentōjutsu (眉尖刀術): tecniche con bisentō, arma pesante contro cavalleria.
- Onojutsu (斧術): tecniche con l’ascia da guerra (ono).
Le scuole che tramandano queste tecniche includono: Katori Shintō-ryū (香取神道流), Kashima Shintō-ryū (鹿島神道流), Musō Jikiden Eishin-ryū (無双直伝英信流), Suiō-ryū (水鷗流), Mugai-ryū (無外流) e Hyōhō Niten Ichi-ryū (兵法二天一流)
3 - Bōjutsu (棒術) – Tecniche di Bastone di varia lunghezza:
- Rokushaku Bōjutsu (六尺棒術) – Tecniche con il bastone da 180 cm,
- Sō Jutsu (鑓術)  o Yarijutsu – Arte della lancia,
- Yonshaku Bōjutsu (四尺棒術) detto anche Shikomi Jōjutsu (仕込み杖術) – Tecniche con bastone da 120 cm,
- Sanshaku Bōjutsu (三尺棒術) o Hanbojutsu – Tecniche con il bastone da 90 cm,
- Tanbojutsu (短棒術) o Nishaku Bojutsu (二尺棒術) - Tecniche con bastone da 60 cm singolo o doppio (nitanbo),
- Ichibojutsu (一尺棒術) - Tecniche con bastone da 30 cm,
- Tonfajutsu  - Tecniche con bastone a T, composto da una impugnatura (tsuka), lunga 12 cm, e da un corpo (yoka), di lunghezza variabile dai 50 ai 60 cm circa (tipico di Okinawa),
- Otsuchijutsu - Tecniche con un grande martello da guerra,
- Sasumatajutsu (刺股術) - Arte della lancia biforcata: arma usata soprattutto dalle forze di polizia samurai e per auto-difesa nel Giappone feudale.

4 - Hōjōjutsu (砲術) - Arte della corda per legare una persona immobilizzandola; Nawajutsu (縄術) - Uso della corda per colpire, proiettare, soffocare o strangolare (incluso anche il Sageojutsu / 下げ緒 - Tecniche con il sageo); e Kusarijutsu (鎖術) - Arte dell'uso di armi con catena:
- Kusarifundōjutsu (鎖分銅術) – Arte del Kusarifundō, catena di varie lunghezze con piccoli pesi alle estremità,
- Kusarigamajutsu (鎖鎌術) – Arte della falce con catena,
- Chigirikijutsu (契木術術) - Arte di usare un bastone della lunghezza di circa 60 centimetri, munito di una catena della stessa lunghezza montata ad un'estremità,
- Kyoketsu Shogejutsu (距跋渉毛術) – Tecniche con il Kyoketsu Shogei (catena lunga circa 1-2 m con anello e un falcetto alle estremità),
- Nunchakujutsu (雙節棍術) - Arte del bastone corto snodato (2 bastoni da 30-50 cm uniti con una corda o catena di circa 10-20 cm tipico di Okinawa).

5 - Juttejutsu (十手術) o saijutsu – Arte del Jutte (una sorta di manganello in ferro).
6 - Kyūjutsu (弓術) – Tecniche di tiro con l’arco:
- Bushajutsu (歩射術) – Tecnica di tiro ortodossa,
- Kishajutsu (騎射術) – Tiro con l’arco dal cavallo.

7 - Kakushi Bukijutsu (隠し武器 術) - Uso di armi nascoste:
- Tessenjutsu (鉄扇術) - Arte del ventaglio giapponese da combattimento,
- Shukō (手鉤) – Artigli per le mani adatti all’arrampicata,
- Kakushi (角指) – Anello con le punte,
- Fukiya (吹き矢) – Cerbottana,
- Tekken (鉄拳) – Pugno di ferro,
- Nekode (猫手) – Unghie di gatto, artigli per le mani,
- Makibishi (撒き菱) – Oggetti acuminati per ferire i piedi,
- Metsubushi (目潰し) cioè accecatore -  strumenti e tecniche usate nel Giappone feudale dalla polizia e samurai per accecare temporaneamente o permanentemente un avversario,
- Shurikenjutsu (手裏剣術) – Tecniche di lancio di piccoli oggetti acuminati (arma poco usata dai ninja contrariamente a quanto si pensa) di 2 tipi:

Bō shuriken (棒手裏剣): proiettili di sezione quadrata, lunghi dai 12 ai 21 centimetri, pesanti dai 35 ai 150 grammi e simili a grossi chiodi;
Hira shuriken o shaken (車劔, lame rotanti): comprende vari dardi a forma di croce (jūjiken, 十字劔) o di stella con svariati numeri di punte (da 3 ad 8);scagliati manualmente imprimendo al proiettile un moto rotatorio.
Le tipologie più comuni sono:
- Ita shuriken (板手裏剣),
- Happō shuriken (八方手裏剣),
- Senban nage (銛磐投),
- Teppan nage (鉄盤投).

8 - Kajutsu (火術) – Tecniche con l'uso del fuoco:
- Kayakujutsu (火薬術) – Uso di fuoco, fumo, esplosivi,
- Kaki (火器) – Strumenti di fuoco.

9 - Hōjutsu (砲術) – Utilizzo dei cannoni, fucili e altre armi da fuoco.
10 - Bajutsu (馬術) – Equitazione e combattimento a cavallo.
11 - Suijutsu (水術) – Tecniche acquatiche:
- Suiei (水泳) – Nuoto,
- Suiren (水練) – Allenamento e combattimento acquatico,
- Suiki (水器) – Tecniche e strumenti per attraversare corsi d’acqua.

(Le discipline dalla n.1 alla n.11 costituiscono il Bujutsu / Bugei, ovvero le arti marziali).
12 - Tenmon (天門) - Porta celeste (meteorologia).
13 - Chimon (地門) – Porta terrestre (geografia).
14 - Seishin teki kyoyo (精神的教養) – Sviluppo e raffinamento spirituale e meditazione o Mikkyo (密教) - Buddismo esoterico (la parte più importante è la meditazione: "Meiso 瞑想" in giapponese).
15 - Saiminjutsu (催眠術) - tecniche di ipnosi, visualizzazione ed autoipnosi (rilassamento). 
16 - Amatsu Tatara (天津 蹈鞴) e Kusurijutsu (薬術) – Tecniche di medicina naturale e uso di veleni.
17 - Gunryaku Heihō  (軍略兵法) – Antiche Strategie Marziali militari e Chikujô (築城) – Conoscenza di fortificazioni, costruzione di campi, costruzione di castelli.
18 - Shinobinojutsu o Ninjutsu (忍術) - Strategie, tecniche e tattiche di guerra non convenzionale / guerriglia / commando, spionaggio, infiltrazione, sabotaggio, travestimento, eccetera (adottate solo da alcuni samurai o bushi, membri di servizi segreti o corpi speciali per servire il loro signore rispettando il bushido, ma anche da ladri e criminali per scopi personali):
- Bōryaku (謀略) - Strategie militari non convenzionali,
- Chōhō (諜報) – Spionaggio,
- Senkōjutsu (潜行術) – Tecniche di infiltrazione,
- Shinobi-iri (忍び 入り) - Camminare e intrufolarsi in maniera furtiva e silenziosa,
- Hensōjutsu (変装術) – Tecniche di travestimento,
- Ongyōjutsu (隠形術) – Tecniche di camuffamento,
- Hajutsu no Hō (破術の法) – Tecniche di fuga,
- Tenton Jūppō (天遁十法) – 10 metodi per nascondersi attraverso l’elemento Cielo,
- Chiton Jūppō (地遁十法) – 10 metodi per nascondersi attraverso l’elemento Terra,
- Jinton Jūppō (人遁十法) – 10 metodi per nascondersi attraverso l’elemento Uomo,
- Innin no jutsu (陰忍の術) – Tecniche notturne,
- Yōnin no jutsu (陽忍の術) – Tecniche diurne,
- Ninki / Ningu (忍器 / 忍具) – Attrezzi ninja:
- Kaiki (開器) – Strumenti per scassinare,
- Shinobi Rikugu (忍び六具) – I sei strumenti del ninja (una sorta di kit di sopravvivenza),
- Tōki (登器) – Strumenti da arrampicata.

Una lista alternativa delle 18 arti marziali giapponesi può essere:
- Kenjutsu
- Kyūjutsu
- Jūjutsu
- Shurikenjutsu
- Sōjutsu
- Naginatajutsu
- Bōjutsu o Jōjutsu
- Kusarigamajutsu
- Kumade
- Kumiuchi
- Sasumata
- Suijutsu
- Jittejutsu
- Tantōjutsu
- Chigiriki
- Tsubute
- Tessenjutsu
- Hojōjutsu
- Ninjutsu, Ongyōjutsu
- Hakuda
- Bajutsu
- Battōjutsu
- Harijutsu
- Masakari
- Hōjutsu